# Nazionale maschile under 18 di pallacanestro dello Sri Lanka
La nazionale di pallacanestro singalese Under-18 è una selezione giovanile della nazionale singalese di pallacanestro, ed è rappresentata dai migliori giocatori di nazionalità singalese di età non superiore ai 18 anni.
Partecipa a tutte le manifestazioni internazionali giovanili di pallacanestro per nazioni gestite dalla FIBA.

## Partecipazioni

### FIBA AsiaBasket Under-18
- 1977 - 16°
- 1980 - 14°
- 1984 - 6°
- 1989 - 15°
- 1990 - 13°

- 1992 - 14°
- 2000 - 15°
- 2002 - 14°
- 2010 - 14°